# Primera Liga de Croacia 2016-17
La Prva HNL 2016-17, fue la vigésima sexta edición de la Primera División de Croacia, desde su establecimiento en 1992. El torneo inició el 15 de julio de 2016, y finalizó el 27 de mayo de 2017.
El torneo, brindará un cupo para la segunda ronda previa de la Champions League 2017-18, otro para la segunda ronda previa de la Europa League 2017/18 y finalmente uno para la primera ronda previa de la Europa League.

## Participantes

### Clubes
| Club             | Ciudad     | Estadio                   | Capacidad |
| ---------------- | ---------- | ------------------------- | --------- |
| Dinamo Zagreb    | Zagreb     | Estadio Maksimir          | 38.000    |
| Hajduk Split     | Split      | Estadio Poljud            | 35.000    |
| Inter Zaprešić   | Zaprešić   | Stadion NK Inter Zaprešić | 4.528     |
| Instra 1961      | Pula       | Estadio Aldo Drosina      | 9.200     |
| Lokomotiv Zagreb | Zagreb     | Estadio Maksimir          | 38.000    |
| Osijek           | Osijek     | Estadio Gradski vrt       | 22.050    |
| Rijeka           | Rijeka     | Estadio Kantrida          | 12.600    |
| Slaven Belupo    | Koprivnica | Gradski stadion           | 4.000     |
| Split            | Split      | Estadio Park mladeži      | 4.075     |
| Cibalia          | Vinkovci   | Cibalia Stadium           | 9.958     |

### Ascensos y descensos
Un total de 10 equipos disputarán el campeonato, incluyendo 9 equipos de la Prva HNL 2015-16 y uno ascendido desde la Druga HNL 2015-16.
| Pos. | Descendidos de 1.ª División |
| ---- | --------------------------- |
| 10.º | N. K. Zagreb                |

| Pos. | Ascendidos de 2.ª División |
| ---- | -------------------------- |
| 1.º  | H. N. K. Cibalia           |

## Tabla de posiciones
Actualizado al 27 de mayo de 2017
| --- | Pos. | Equipos           | PJ | PG | PE | PP | GF | GC | Dif. | Pts. |
| --- | ---- | ----------------- | -- | -- | -- | -- | -- | -- | ---- | ---- |
|     | 1.   | Rijeka            | 36 | 27 | 7  | 2  | 71 | 23 | +48  | 88   |
|     | 2.   | Dinamo Zagreb     | 36 | 27 | 5  | 4  | 68 | 24 | +44  | 86   |
|     | 3.   | Hajduk Split      | 36 | 20 | 9  | 7  | 70 | 31 | +39  | 69   |
|     | 4.   | Osijek            | 36 | 20 | 6  | 10 | 52 | 37 | +15  | 66   |
|     | 5.   | Lokomotiva Zagreb | 36 | 12 | 8  | 16 | 41 | 38 | +3   | 44   |
|     | 6.   | Istra 1961        | 36 | 10 | 9  | 17 | 33 | 49 | -16  | 39   |
|     | 7.   | Slaven Belupo     | 36 | 9  | 11 | 16 | 36 | 45 | -9   | 38   |
|     | 8.   | Inter Zaprešić    | 36 | 5  | 13 | 18 | 26 | 57 | -31  | 28   |
|     | 9.   | Cibalia           | 36 | 4  | 9  | 23 | 26 | 79 | -53  | 21   |
|     | 10.  | Split             | 36 | 3  | 9  | 24 | 12 | 52 | -40  | 18   |

Normas para establecer la clasificación:
1. Puntos.
2. Diferencia de goles.
3. Goles a favor.
|  | Campeón y clasificado para la segunda ronda previa de la Champions League 2017/18 |
|  | Clasificado para la segunda ronda previa de la Europa League 2017/18              |
|  | Clasificado para la primera ronda previa de la Europa League 2017/18              |
|  | Playoffs por la promoción-descenso                                                |
|  | Descendido a la Druga HNL 2017-18                                                 |

## Promoción
| Ida; 4 de junio de 2017, 20:00 | H. N. K. Gorica | 0:2 | H. N. K. Cibalia | Stadion Radnik, Velika Gorica |  |

| Vuelta; 7 de junio de 2017, 20:00 | H. N. K. Cibalia | 3:1 | H. N. K. Gorica | Cibalia Stadium, Vinkovci |  |

## Máximos Goleadores
| Jugador      | Club                  | Goles |
| ------------ | --------------------- | ----- |
| Márkó Futács | H. N. K. Hajduk Split | 18    |